# 戴冠式事件
戴冠式事件（たいかんしきじけん、英: Coronation cases）は、イギリスにおいてエドワード7世の戴冠式の祝賀行事を見物するため部屋を借り上げる契約から生じた訴訟に関する一連の控訴審判決。エドワード7世の戴冠式は1902年6月26日に行われる予定だったが、王がその2日前に虫垂炎に罹患したため、8月9日に延期された。
多くの事件では、契約は目的の達成不能を理由として無効とされた。一方で、戴冠式の祝賀行事を見物するという目的に触れていない契約は支持された。

## 事件の一覧
- Krell v Henry [1903] 2 K.B. 740 [1]
- Chandler v Webster [1904] 1 KB 493
- Herne Bay Steamboat Co v Hutton [1903] 2 K.B. 683 [2]
- Hobson v Pattenden & Co (1903) 19 TLR 186
- Clark v Lindsay (1903) 19 TLR 202
- Griffith v Brymer (1903) 19 TLR 434

本事件では、契約は国王の手術が決定した後、公表される前に締結された。そのため、他の戴冠式事件と異なり、目的の達成不能ではなく錯誤（mistake）により契約は無効とされた。他の戴冠式事件では、契約締結後の事象により目的の達成不能が生じたのに対し、本事件では戴冠式が行われるとの誤った仮定に基づいて契約が締結されたという重要な相違がある。